# Pain and Misery
"Pain and Misery" is een nummer van de Australische band The Teskey Brothers. Het nummer verscheen op hun debuutalbum Half Mile Harvest uit 2017. Een jaar eerder werd het nummer uitgebracht als de debuutsingle van de groep.

## Achtergrond
"Pain and Misery" is geschreven door alle groepsleden en geproduceerd door basgistarist Brendon Love. In het nummer vertelt de zanger over een voormalige liefde waar hij nog niet overheen is, en hij vraagt haar om bij hem te blijven. Het is het eerste nummer dat ooit door de groep is geschreven. Volgens zanger Josh Teskey is het nummer een resultaat van meerdere ideeën van verschillende bandleden: "De nummers zijn allemaal geschreven door verschillende mensen binnen de band, en we hadden er allemaal evenveel input in. [...] Soms is het meer een samenwerking, zoals bij "Pain and Misery" en "Crying Shame", waar onze basgitarist Brendon een gitaarriffje voor schreef, en ik schreef de teksten en legde die op tafel." Teskey beschouwt het als een van de beste nummers op het album. De band beschrijft het nummer als een "beetje neerslachtig, maar dat is waar we toen allemaal doorheen gingen".
In de videoclip van "Pain and Misery" is te zien hoe de band het nummer opneemt in een schuur. Het nummer verkreeg oorspronkelijk geen bekendheid buiten Australië. Pas in 2019 kwam het in Nederland onder de aandacht, nadat het door NPO Radio 2 werd uitgeroepen tot TopSong. Dat jaar kwam het tevens binnen in de jaarlijkse Top 2000, die op dezelfde zender te horen was.

## NPO Radio 2 Top 2000
| Nummer met noteringen in de NPO Radio 2 Top 2000 | '19  | '20  | '21 | '22 | '23 | '24  |
| ------------------------------------------------ | ---- | ---- | --- | --- | --- | ---- |
| Pain and Misery                                  | 1628 | 1024 | 896 | 928 | 875 | 1014 |

1. ↑  Een vetgedrukt getal geeft de hoogste notering aan.
2. ↑  2019 was het eerste jaar met een notering voor dit nummer.